# Tegostoma praestantalis
Tegostoma praestantalis is een vlinder uit de familie van de grasmotten (Crambidae), uit de onderfamilie van de Odontiinae. De wetenschappelijke naam van deze soort is voor het eerst voorgesteld als Pionea praestantalis door Daniel Lucas in een publicatie uit 1943.
De soort komt voor in Algerije.